# Агнесса Эссекская
Агнесса Эссекская (англ. Agnes of Essex; 1151 — после 1206) — английская аристократка, дочь барона Генри Эссекского, жена Обри де Вера, 1-го графа Оксфорда.
В детстве Агнесса Эссекская была обручена с Джеффри де Вером, младшим братом графа Оксфорда, и с 6 лет находилась под опекой жениха, однако выходить замуж отказалась. Союз между семьями был спасён в 1163 году, когда овдовевший граф Оксфорд сам женился на Агнессе. После того как её отец был обвинён в измене, граф попытался развестись с женой, но после вмешательства папы римского Александра III был вынужден примириться с женой. Хотя после смерти мужа Агнесса в 1198 году купила себе право выйти замуж по своему выбору, но вторично в брак так и не вступила.

## Происхождение
Агнесса происходила из англо-нормандского рода, имевшего владения в Эссексе. Его родоначальником был нормандец Роберт Фиц-Вимарк, который переселился в Англию во время правления Эдуарда Исповедника, где не позже 1052 года построил замок Клаверинг в Эссексе. Он сохранил своё положение при Гарольде II, но во время Нормандского завоевания Англии поддержал герцога Вильгельма Завоевателя, получив от него новые владения и должность шерифа Эссекса. Согласно «Книге Страшного суда» его владения составляли 150 гайд в семи графствах (по большей части в Эссексе), что делало его десятым по богатству землевладельцем-мирянином в Англии из числа не имевших графский титул. Наследник Роберта, Свейн, построил замок Рейли в Эссексе, ставший центром баронии. Его внук, Генри, благодаря второму браку получил ещё и баронию Хаафли. Он занимал высокое положение при дворе короля Стефана, сохранил его и в первые годы правления Генриха II Плантагенета, занимая должность королевского констебля.
Генри был женат дважды. Большинство детей (а может, и все дети) родились от первого брака с Сесили, происхождение которой неизвестно. Кроме Агнессы у Генри было трое сыновей (Генри, Хью и Роберт), а также ещё одна дочь Алиса. Второй женой Генри была Алиса — дочь или вдова Роберта де Вера, которая владела баронией Хаафли.

## Биография
Агнесса родилась около 1151 года. В трёхлетнем возрасте отец обручил её с Джеффри де Вером, младшим братом Обри де Вера, 1-го графа Оксфорда. Граф Оксфорд, как и Агнесса, происходил из знатного англо-нормандского рода и занимал заметное положение при английском дворе. Будучи невестой, девочка с 6 лет находилась под опекой жениха, однако наотрез отказалась за него выходить. Чтобы спасти союз с семьёй отца Агнессы, Обри, который к 1163 году овдовел и не имел наследников, женился на двенадцатилетней девушке. Агнесса не была наследницей своего отца, но в приданое она принесла 5 фьефов в восточных графствах.
Вскоре после брака Генри, отец Агнес, был обвинён в измене и лишился своих владений. Не желая быть связанным с этим скандалом, граф Оксфорд решил аннулировать брак. Агнесса всячески сопротивлялась разводу и 9 мая 1166 года обратилась к папе римскому Александру III. Разбирательство о браке графа Оксфорда было одним из дел, которое папа Александр III рассматривал в то время, когда он разрабатывал канонический закон о браке. Хотя в папском письме и не упоминаются конкретные правовые вопросы, связанные с браком Агнессы и Обри де Вера, однако там указывается, что церковь вправе наложить отлучение на мужа. Основным моментом, на который упирал граф Оксфорд, был тот факт, что Агнесса была невестой его брата, поэтому последующий брак был недействителен. В ответ Агнесса указала, что её обручили ребёнком в трёхлетнем возрасте, когда она не имела возможности дать официальный отказ от брака, но несогласие выходить замуж за Джеффри де Вера она выразила в письме к отцу, написанном ещё до того, как ей исполнилось 12, и церковь посчитала это достаточным, чтобы разорвать помолвку, после чего браку Агнессы с братом Джеффри, Обри, мешать ничто уже не могло.
Во время рассмотрения дела графине приходилось терпеть недовольство мужа. Епископ Лондона Гилберт Фолио, до которого дошло разбирательства, упрекал графа Оксфорда в том, что тот заточил жену в одном из своих замков, пренебрегал супружескими обязанностями и запрещал ей выходить на улицу и посещать мессу. В итоге спор в 1171 или 1172 году был урегулирован в пользу Агнессы. Судя по всему, Обри де Вер внял посланию епископа Гилберта и примирился с женой, поскольку не позже 1168 года у пары родился первый ребёнок. Всего в браке родилось минимум 4 сыновей и 1 дочь.
Агнесса засвидетельствовала несколько сохранившихся хартий графа Оксфорда. Кроме того, она вместе с мужем учредила небольшой женский монастырь в замке Хедингем в Эссексе, а также была благотворителем родового монастыря де Веров Колн в Эрлс Колне в Эссексе и ордена Госпитальеров, членом которого был брат графа Оксфорда.
Обри де Вер умер в декабре 1194 года. Агнесса пережила мужа минимум на 12 лет. В 1198 году она заплатила королю 100 марок, чтобы получить право выйти замуж по своему желанию, но так и осталась незамужней. Она умерла в 1206 году или чуть позже и была похоронена рядом с мужем в монастыре Эрлс Колн.

## Брак и дети
Муж: с 1163 года Обри де Вер (ок. 1110—26 декабря 1194), граф де Гин в 1137—1141/1142 годах, 1-й граф Оксфорд с 1141 года. Дети:
- Обри де Вер (ум. 1214), 2-й граф Оксфорд с 1194[6][9].
- Ральф де Вер (ум. до 1214)[6][9].
- Роберт де Вер (ум. до 25 октября 1221), 3-й граф Оксфорд с 1214[6][9].
- Генри де Вер (ум. 1214/1222)[6][9].
- Элис (Алиса) де Вер (ум. после 1214); муж: Джеффри де Сей (до 1135—1212/1214)[6][9].